# Brylino (obwód pskowski)
Brylino (ros. Брылино) – wieś (ros. деревня, trb. dieriewnia) w zachodniej Rosji, w wołoście Luszczikskaja (osiedle wiejskie) rejonu bieżanickiego w obwodzie pskowskim.

## Geografia
Miejscowość położona jest nad rzeką Aszewka, 8 km od centrum administracyjnego osiedla wiejskiego (Luszczik), 12 km od centrum administracyjnego rejonu (Bieżanicy), 123 km od stolicy obwodu (Psków).
W granicach dieriewni znajduje się ulica Lesnaja (23 posesje).

## Demografia
W 2010 r. miejscowość zamieszkiwało 7 osób.